# Surat Shabd Yoga
Surat Shabd Yoga (letteralmente Surat significa “attenzione”, Shabd “il Suono”, “la Parola”, Yoga “unione”) è un termine che indica "lo yoga della Luce e del Suono". Si tratta di una via spirituale che viene impartita da un Maestro spirituale (“Satguru”) tramite l'iniziazione. La meditazione, che è la pratica più importante, viene effettuata sui due principi di Luce e di Suono.
Ai praticanti è altresì richiesta una dieta strettamente vegetariana.
Una delle figure più note e conosciute nell'era moderna è stata quella di Kirpal Singh, che l'ha introdotto e diffuso in Occidente sin dal 1955.
Secondo quest'ultimo, questo tipo di yoga costituirebbe l'essenza esoterica delle religioni e delle tradizioni mistiche di tutti i paesi da secoli e secoli. Se ne rintraccerebbero i segni negli insegnamenti di tutti i grandi Maestri apparsi nel passato: le sue tecniche sarebbero state, e in alcuni casi sarebbero tuttora, comuni agli gnostici, ai buddhisti, ai monaci di Monte Athos, ai sufi, agli yogi indù. Il capostipite di questo yoga, nella forma e nel rigore scientifico attuali, è stato Kabir, il grande santo-poeta del 1400, e poi via via Guru Nanak, gli altri Guru sikh, con varie diramazioni fino al giorno d'oggi tramite una linea di Maestri spirituali.
Questo yoga viene altresì denominato Sant Mat, o la Via dei Maestri e ha come noto esponente Sant Baljit Singh.